# Приєднання країн Балтії до Синхронної мережі континентальної Європи
Три країни Балтії (Литва, Латвія та Естонія) взялися за синхронізацію своєї інфраструктури передачі електроенергії з Синхронною зоною континентальної Європи (CESA), проєкт, відомий як Baltic Synchro. Ця ініціатива, керована ENTSO-E, була спрямована на відключення від системи IPS/UPS, яка раніше регулювалася Угодою БРЕЛЛ 2001 року між Білоруссю та Російською Федерацією. Проєкт було успішно завершено 9 лютого 2025 року.

## Історія

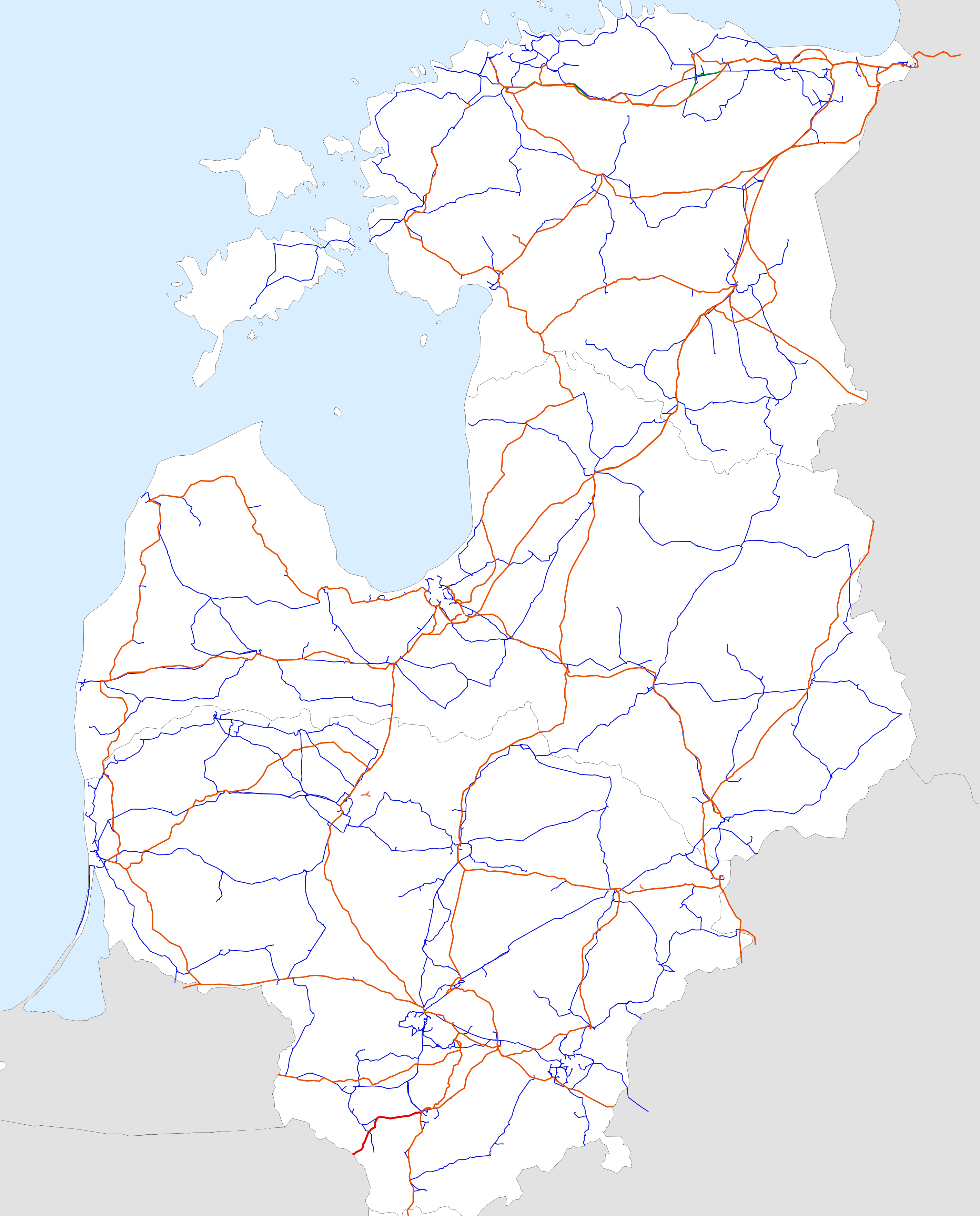
Національні мережі електропередач повітряних ліній електропередач у 2022 році в країнах Балтії

Електроенергетичні системи Естонії, Латвії та Литви були технологічно інтегровані в мережу IPS/UPS на початку 1960-х років, під час радянської окупації країн Балтії. У 2001 році між Білоруссю, Росією, Естонією, Латвією та Литвою була підписана Угода БРЕЛЛ про технічне управління синхронізацією їхніх електромереж у складі системи розподілу електроенергії IPS/UPS. Тим не менш, IPS/UPS в основному управляється централізовано з Москви.
У 2007 році три країни Балтії подали заявку на приєднання до ENTSO-E (тоді UCTE) і почали техніко-економічне обґрунтування приєднання до європейської мережі синхронної електроенергії.  Проєкт синхронізації дозволяє трьом країнам Балтії відновити повний контроль над своїми електромережами та зміцнити свою енергетичну безпеку. За даними Європейської комісії, синхронізація країн Балтії є політичним і фінансовим пріоритетом, тому вона виділила понад 1,2 мільярда євро на фінансування проєкту. Деякі з об’єктів включають нові лінії електропередач, батареї та дев’ять синхронних компенсаторів.

## Хронологія
У 2007 році прем'єр-міністри трьох балтійських держав підтвердили свою стратегічну мету стати частиною мережі континентальної Європи. У вересні 2018 року в ENTSO-E була подана офіційна заявка на розширення синхронної зони. 27 травня 2019 року було підписано угоду про приєднання країн Балтії до зони роботи синхронних електромереж Континентальної Європи.

### Пропозиції щодо прискорення процесу
Потреба в синхронізації стала гострішою після російського вторгнення в Україну у 2022 році. Прем’єр-міністр Литви Інґріда Шимоніте оголосила, що Литва прагне прискорити процес переходу та вийти з системи передачі IPS/UPS до 2025 року з очікуваним остаточним планом, оприлюдненим до кінця 2023 року.
На 22 квітня 2023 року був запланований стрес-тест у країнах Балтії, щоб перевірити інфраструктуру та працювати протягом дня поза мережею IPS/UPS. Латвія та Естонія відмовилися від тестування, тоді як Литва успішно провела тест і дійшла висновку, що країна готова приєднатися до синхронної мережі континентальної Європи в 2024 році. Естонія та Латвія запропонували відкласти синхронізацію з європейською мережею до 2025 року через неготовність інфраструктури. Президент Литви Гітанас Науседа продовжував тиснути на Естонію та Латвію щодо синхронізації з континентальною Європою у 2024 році, не чекаючи до 2025 року. Зрештою, країни домовилися про синхронізацію не пізніше лютого 2025 року.

### Вихід з БРЕЛЛ
16 липня 2024 року три країни Балтії в особі своїх системних операторів Elering (Естонія), Augstsprieguma tīkls (Латвія) і Litgrid (Литва) офіційно повідомили Росію та Білорусь про своє рішення вийти з Угоди БРЕЛЛ. У Вільнюсі 9-метрів-tall (30 фут) годинник почав відлік 1 листопада 2024 року. Термін дії угоди юридично закінчився 7 лютого 2025 року, а країни Балтії мали технологічно відключитися від IPS/UPS 8 лютого 2025 року.

### Синхронізація
У суботу, 8 лютого 2025 року, о 9:09 ( UTC+2 ) країни Балтії остаточно відключилися від IPS/UPS. Протягом доби вони працювали в ізольованому режимі та проводили різні тести на частоту, стабільність напруги та стійкість системи. Після відключення Калінінград став енергоостровом, відірваним від навколишніх держав. Під час випробувань у Литві електростанція Elektrėnai ненадовго незаплановано відключилася, але незабаром її знову підключили. У неділю, 9 лютого 2025 року, о 14:05 країни Балтії успішно синхронізувалися з електромережею континентальної Європи.

## Зв'язки
9 грудня 2015 року Польща та Литва ввели в експлуатацію LitPol Link, який став першим прямим зв’язком між країнами Балтії та європейською мережею. У 2018 році було оголошено про ще одне запропоноване сполучення з Польщею через Балтійське море під назвою Harmony Link. Загальні інвестиції, заплановані на проєкт Harmony Link, становлять близько 680 мільйонів євро, з яких 493 мільйони євро надійдуть від Connecting Europe Facility. Країни Балтії також мають з’єднання з електричною мережею Північної Європи через підводні силові кабельні системи NordBalt і Estlink HVDC, хоча Estlink2 не працював на момент перемикання мережі.